# Eugenia trinitatis
Eugenia trinitatis är en myrtenväxtart som beskrevs av Dc.. Eugenia trinitatis ingår i släktet Eugenia och familjen myrtenväxter. Inga underarter finns listade i Catalogue of Life.